# Ngu (nước)
Ngu (tiếng Trung: 虞; bính âm: Yú; nghĩa đen 'yên vui') là một nước chư hầu vào thời Tây Chu và Xuân Thu trong lịch sử Trung Quốc.

## Hình thành
Theo Sử ký của Tư Mã Thiên thì vua đầu tiên của nước Ngu là Cơ Trọng (姬仲), sau khi Chu Vũ Vương diệt được nhà Thương định phong hầu cho con cháu Thái Bá và Trọng Ung (2 bác của Chu Văn Vương) thì trước đó Thái Bá đã kiến lập nước Ngô ở khu vực Thái Hồ thuộc Man Di rồi. Thái Bá không có con nên truyền ngôi cho em là Trọng Ung, Vũ Vương bèn phong cho Cơ Trọng là em Cơ Chu Chương (cháu 4 đời của Trọng Ung) làm vua nước Ngu ở Trung Nguyên.

## Diệt vong
Năm 658 TCN, Tấn Hiến công quyết định phát động chiến dịch đánh nước Quắc. Tuy nhiên nước Quắc và nước Ngu là láng giềng, thường cứu trợ lẫn nhau. Theo kế của Tuân Tức, vua Tấn sai người lấy ngựa tốt và xe đẹp tặng Ngu công để mượn đường đánh Quắc. Ngu công bằng lòng cho Tấn mượn đường đánh Quắc và cam kết sẽ không cứu viện cho nước Quắc nữa. Tấn Hiến công mang quân đánh Quắc, chiếm đất Dương Hạ.
Năm 654 TCN, Tấn lại mượn đường nước Ngu để đánh Quắc lần thứ hai. Đại phu nước Ngu là Cung Chi Kỳ (宮之奇) khuyên vua Ngu không nên đồng ý mà nên liên minh với Quắc vì hai nước ở địa thế che chở cho nhau; nếu cho mượn đường thì Tấn sẽ diệt cả Ngu sau khi diệt Quắc. Tuy nhiên Ngu công không nghe, Cung Chi Kỳ bèn bỏ đi. Kết quả quân Tấn kéo sang đánh, nước Quắc yếu không chống nổi, lại không có cứu viện của nước Ngu nên bị tiêu diệt..
Sau khi diệt Quắc, Tấn Hiến công mang quân quay lại đánh úp nước Ngu, diệt nốt nước Ngu, bắt sống Ngu công và Bách Lý Hề (百里奚). Nước Ngu truyền từ Ngu Trọng được Chu Vũ vương phong tới đó chấm dứt. Việc mượn đường Ngu diệt Quắc của Tấn Hiến công được đời sau gọi là "Giả đạo phạt Quắc" (假道伐虢), một trong ba mươi sáu kế sách lược của quân sự Trung Quốc cổ đại.
Theo "Bình Lục huyện chí" bản Càn Long thời nhà Thanh, tường đô thành nước Ngu rộng 2,5 mét theo chiều bắc-nam, dài 2 km theo chiều đông-tây. Di chỉ thành cổ nước Ngu nay là một trong các đơn vị văn vật được bảo hộ của tỉnh Sơn Tây.